# NSB Di 4
Тепловоз NSB Di 4 — тепловоз, выпускавшийся в 1980 году по заказу Norges Statsbaner заводом Henschel-Werke.
Тепловоз проектировался на основе конструкции DSB Class ME для вождения пассажирских поездов на неэлектрифицированных участках (в основном на Nordland Line, соединяющей Тронхейм и Будё).
На смену тепловозам NSB Di 4 должны были прийти тепловозы NSB Di 6, однако этого не произошло.